# 아서 M. 하이드
아서 매스틱 하이드 (Arthur Mastick Hyde, 1877년 7월 12일 ~ 1947년 10월 17일)는 미국의 공화당 정치인으로 제35대 미주리주지사 (1921년 ~ 1925년), 그리고 허버트 후버 대통령 아래 농무장관 (1929년 ~ 1933년)을 지냈다.

## 생애
미주리주 프린스턴에서 캐럴라인 에미티 매스틱과 아이라 B. 하이드의 아들로 태어났다.  몇몇의 아서의 가족 일원들은 정치에 연루되었으며 그의 부친은 미주리주 하원이었다.  그의 동생 로런스 M. 하이드는 미주리주 대법원의 주요 판사가 되려고 했다.  그는 1899년 미시간 대학교를 졸업하였다.  미시간 대학교 재학 동안 그는 델타 업실런 형제회에 가입하였다.  1900년 그는 아이오와 대학교에서 법학 학위를 완료하였다.  하이드는 프린스턴에서 자신의 부친과 함께 변호사 개업을 시작하였다.  1911년 그는 뷰익 대리점을 열었다.
1904년 10월 19일 하이드는 호텐스 클라라 큘러스와 결혼하여 외동딸 캐럴라인 C. 하이드를 두었다.  그는 1908년 프린스턴의 시장으로 선출되었다.  그는 1912년까지 2개의 기간을 지냈다.  1912년 하이드는 진보당원으로서 미주리주 지방 검사를 위하여 비성공적으로 출마하였다.  1915년 그는 트렌턴으로 이주하여 변호사와 자동차 대리점 소유인으로 지속적으로 일하였다.  하이드는 공화당에 입당하여 미주리주를 걸쳐 모금 캠페인에 대한 연설을 하였다.
1920년 선거에서 하이드는 미주리주지사로 선출되어 1921년부터 1925년까지 하나의 기간을 지냈다.  주지사로서 자신의 첫달 동안 하이드는 책임들을 몇개의 부서로 재편성하여 주정부의 광대한 재결성을 추천하였다.  민주당의 영수들에 의하여 도전되었어도 그의 행정부는 공교육, 도로, 주의 공원들, 보존, 법률 집행과 공정한 세금에 진전을 이루었다.  또한 주지사로서 그의 재임 동안 여성들이 주정부 직책을 맡는 데 승인을 받았다.
주지사로서 자신의 기간에 이어 하이드는 캔자스시티와 트렌턴에서 법률 업무로 복귀하였다.  그러고나서 그는 1929년 3월 6일부터 1933년 3월 4일까지 농무장관을 지냈다.  그의 재직 동안 농장 가격이 하락하였고, 주가가 폭락했으며 대공황이 시작되었다.
자신의 내각 임명 후, 하이드는 감리교회와 공화당과 함께 지속적으로 일하였다.  1935년 그는 감리교 평신도 회의를 결성하여 연설하였다.  그는 전국적으로 공화당 후보들을 위한 연설을 하고 1940년 미주리주 공화당 전당 대회를 위한 기조 연설자였다.
1947년 10월 17일 암 수술을 받은 후, 뉴욕에서 사망하였다.  그는 트렌턴에 있는 오드 펠로스 묘지에 안장되었다.